# Piret Bristol
Piret Bristol (ur. 18 kwietnia 1968 w Rapli) – estońska poetka i prozaiczka, tłumaczka, członek Związku Pisarzy Estońskich i Estońskiego Towarzystwa Literackiego. 

## Biografia
Ukończyła szkołę średnią w Rapli w 1986 r., w latach 1986-2001 studiowała literaturę estońską na Uniwersytecie w Tartu. Pracowała jako dziennikarka, redaktorka książek i czasopism oraz modelka w Estońskiej Akademii Sztuki. W latach 2007-2011 była redaktorką w gazecie „Postimees”. Jest członkiem Związku Pisarzy Estońskich, w którym w latach 2011‒2014 pełniła funkcję przewodniczącej oddziału w Tartu, jest także członkiem Estońskiego Towarzystwa Literackiego. 
Zadebiutowała w 1996 r. opowiadaniem Turvamehed , które zostało napisane wspólnie z Henn-Kaarelem Hellatem i opublikowane w magazynie „Favoriit”. Opublikowała kilka zbiorów poezji, powieści oraz książki z opowiadaniami. Przetłumaczyła z języka niemieckiego dzieła Rudolfa Steinera. 

## Wybrana twórczość

### Poezja
- Murdumismärk, 1999
- Saatus nagu sinu käsi, 2000
- Tulemata riik, 2001
- Kaotsiminemise loitsud, 2003
- Nöörist i seebist, 2006
- See sama õnn, 2009
- Nonstop, 2012
- Üks ümberringi, 2016
- Muutmissõnad, 2017

### Powieści
- Sajandi öömajad, 2002.
- Sud, 2005
- Usuvaenlane, 2009
- Maailm, mis on hea. Tom I, 2011
- Maailm, mis on hea. Tom II, 2012
- Buss number neli. Maailm, mis on hea. Tom III, 2014
- Roosi tänav, 2018

### Opowiadania
- Paralleelmeri, 2007
- Pöörikoht, 2016
- 50 lõiget eraellu, 2018